# Плей-офф хоккейной Лиги чемпионов 2014/2015
Плей-офф Хоккейной Лиги чемпионов 2014/2015 начнётся 4 ноября 2014 года и завершится 3 февраля 2015 года, когда будет сыгран финал. Всего в плей-офф примут участие 16 команд — 11 победителей групп и 5 лучших команд, занявших 2-е места в группах. Жеребьёвка плей-офф состоится 10 октября в 12:00 по Центральноевропейскому времени.

## Даты матчей и жеребьёвки
Жеребьёвка плей-офф состоялась 10 октября 2014 года в Хельсинки, Финляндия. Во время её проведения была определена вся сетка плей-офф.
| Стадия         | Время и дата жеребьёвки    | Первый матч    | Ответный матч  |
| -------------- | -------------------------- | -------------- | -------------- |
| 1/8 финала     | 10 октября 2014, 12:00 CET | 4 ноября 2014  | 11 ноября 2014 |
| Четвертьфиналы | 10 октября 2014, 12:00 CET | 2 декабря 2014 | 9 декабря 2014 |
| Полуфиналы     | 10 октября 2014, 12:00 CET | 13 января 2014 | 20 января 2015 |
| Финал          | 10 октября 2014, 12:00 CET | 3 февраля 2015 | 3 февраля 2015 |

## Формат
В плей-офф, который начнётся 4 ноября 2014 года и завершится финальным матчем 3 февраля 2015 года, попали 11 победителей групп и пять лучших команд, занявших вторые места. Он разыгрывается по олимпийской системе, что означает, что на каждой стадии проигравшая команда вылетает из турнира. Команды сыграют друг против друга два матча дома и на выезде. Команда с лучшим результатом на групповом этапе проводит ответный матч дома, исключением является финал, который пройдёт на арене команды с лучшим результатом в турнире перед финалом.
В случае, если счёт по сумме двух матчей равный, то назначается 10-минутный овертайм. В случае, если в овертайме командам не удаётся забить ни одного гола, назначается серия послематчевых штрафных бросков — буллитов. В случае, если в финале, который представляет собой один матч, счёт по окончании основного времени равный, назначается 20 минут овертайме, затем, если необходимо, серия послематчевых штрафных бросков — буллитов.
Механизм жеребьёвки следующий:
- Жеребьёвка всего плей-офф, во время которой определятся 8 пар 1/8 финала, проходит один раз 10 октября 2014 года. Все игры вплоть до финала зависят от сетки[1][2].
- Во время жеребьёвки 1/8 финала восемь победителей групп с лучшим результатом на групповом этапе будут сеяными командами, остальные три победителя групп и пять лучших команд, занявших вторые места, — несеяными. Сеяные команды получат в соперники несеяные, при этом сеяные проведут свои ответные матчи на домашней площадке. Команды из одной группы не могут сыграть друг с другом[3].

## Участники
В плей-офф попали 11 победителей групп и 5 лучших команд, занявших вторые места. Восемь победителей групп с лучшим результатом на групповом этапе становятся сеяными командами. Жеребьёвки четвертьфинала и последующих стадий не проводятся.
Таблица упорядочена по положению в группе, затем по количеству набранных очков и разнице забитых и пропущенных голов.
| Условные цветовые обозначения                 |
| --------------------------------------------- |
| Сеяные команды перед жеребьёвкой 1/8 финала   |
| Несеяные команды перед жеребьёвкой 1/8 финала |

| Группа | Команда            | Положение в группе | О  | РГ  |
| ------ | ------------------ | ------------------ | -- | --- |
| C      | Фрёлунда           | Победитель         | 15 | +22 |
| I      | Ред Булл Зальцбург | Победитель         | 15 | +15 |
| K      | Лукко              | Победитель         | 15 | +14 |
| J      | Шеллефтео          | Победитель         | 15 | +12 |
| B      | Вена Кэпиталз      | Победитель         | 15 | +7  |
| F      | Линчёпинг          | Победитель         | 14 | +10 |
| D      | Фрибур-Готтерон    | Победитель         | 14 | +8  |
| H      | СайПа              | Победитель         | 14 | +7  |
| A      | Кярпят             | Победитель         | 13 | +5  |
| G      | Спарта Прага       | Победитель         | 12 | +6  |
| E      | Таппара            | Победитель         | 11 | +5  |
| K      | Лулео              | 2-е место          | 15 | +26 |
| C      | Женева-Серветт     | 2-е место          | 15 | +13 |
| J      | ХИФК               | 2-е место          | 14 | +16 |
| I      | ЮИП                | 2-е место          | 13 | +4  |
| F      | ТПС                | 2-е место          | 12 | +9  |

## Сетка
| 1/8 финала 4 и 11 ноября | 1/8 финала 4 и 11 ноября | 1/8 финала 4 и 11 ноября | 1/8 финала 4 и 11 ноября |      |      | 1/4 финала 2 и 9 декабря | 1/4 финала 2 и 9 декабря | 1/4 финала 2 и 9 декабря | 1/4 финала 2 и 9 декабря |  |  | 1/2 финала 13 и 20 января | 1/2 финала 13 и 20 января | 1/2 финала 13 и 20 января | 1/2 финала 13 и 20 января |  |       | Финал 3 февраля | Финал 3 февраля |  |
|                          |                          |                          |                          |      |      |                          |                          |                          |                          |  |  |                           |                           |                           |                           |  |       |                 |                 |  |
|                          | Шеллефтео (Б)            | 4                        | 3                        | 7(3) |      |                          |                          |                          |                          |  |  |                           |                           |                           |                           |  |       |                 |                 |  |
|                          | ЮИП                      | 5                        | 2                        | 7(2) |      |                          |                          |                          |                          |  |  |                           |                           |                           |                           |  |       |                 |                 |  |
|                          | ЮИП                      | 5                        | 2                        | 7(2) |      | Шеллефтео (Б)            | 2                        | 3                        | 5(2)                     |  |  |                           |                           |                           |                           |  |       |                 |                 |  |
|                          |                          |                          |                          |      |      | Шеллефтео (Б)            | 2                        | 3                        | 5(2)                     |  |  |                           |                           |                           |                           |  |       |                 |                 |  |
|                          |                          | Линчёпинг                | 1                        | 4    | 5(0) |                          |                          |                          |                          |  |  |                           |                           |                           |                           |  |       |                 |                 |  |
|                          | Линчёпинг                | Линчёпинг                | 1                        | 4    | 5(0) | 2                        | 2                        | 4                        |                          |  |  |                           |                           |                           |                           |  |       |                 |                 |  |
|                          | Линчёпинг                |                          |                          |      |      | 2                        | 2                        | 4                        |                          |  |  |                           |                           |                           |                           |  |       |                 |                 |  |
|                          | Спарта Прага             | 1                        | 2                        | 3    |      |                          |                          |                          |                          |  |  |                           |                           |                           |                           |  |       |                 |                 |  |
|                          | Спарта Прага             | 1                        | 2                        | 3    |      |                          |                          |                          |                          |  |  | Шеллефтео                 | 2                         | 2                         | 4                         |  |       |                 |                 |  |
|                          |                          |                          |                          |      |      |                          |                          |                          |                          |  |  | Шеллефтео                 | 2                         | 2                         | 4                         |  |       |                 |                 |  |
|                          |                          | Лулео                    | 2                        | 3    | 5    |                          |                          |                          |                          |  |  |                           |                           |                           |                           |  |       |                 |                 |  |
|                          | Лукко                    | Лулео                    | 2                        | 3    | 5    | 5                        | 3                        | 8                        |                          |  |  |                           |                           |                           |                           |  |       |                 |                 |  |
|                          | Лукко                    |                          |                          |      |      | 5                        | 3                        | 8                        |                          |  |  |                           |                           |                           |                           |  |       |                 |                 |  |
|                          | ТПС                      | 1                        | 4                        | 5    |      |                          |                          |                          |                          |  |  |                           |                           |                           |                           |  |       |                 |                 |  |
|                          | ТПС                      | 1                        | 4                        | 5    |      | Лукко                    | 2                        | 1                        | 3                        |  |  |                           |                           |                           |                           |  |       |                 |                 |  |
|                          |                          |                          |                          |      |      | Лукко                    | 2                        | 1                        | 3                        |  |  |                           |                           |                           |                           |  |       |                 |                 |  |
|                          |                          | Лулео                    | 5                        | 2    | 7    |                          |                          |                          |                          |  |  |                           |                           |                           |                           |  |       |                 |                 |  |
|                          | Ред Булл Зальцбург       | Лулео                    | 5                        | 2    | 7    | 4                        | 5                        | 9(0)                     |                          |  |  |                           |                           |                           |                           |  |       |                 |                 |  |
|                          | Ред Булл Зальцбург       |                          |                          |      |      | 4                        | 5                        | 9(0)                     |                          |  |  |                           |                           |                           |                           |  |       |                 |                 |  |
|                          | Лулео (Б)                | 2                        | 7                        | 9(2) |      |                          |                          |                          |                          |  |  |                           |                           |                           |                           |  |       |                 |                 |  |
|                          | Лулео (Б)                | 2                        | 7                        | 9(2) |      |                          |                          |                          |                          |  |  |                           |                           |                           |                           |  | Лулео | 4               |                 |  |
|                          |                          |                          |                          |      |      |                          |                          |                          |                          |  |  |                           |                           |                           |                           |  |       | 4               |                 |  |
|                          |                          | Фрёлунда                 | 2                        |      |      |                          |                          |                          |                          |  |  |                           |                           |                           |                           |  |       |                 |                 |  |
|                          | СайПа (Б)                | Фрёлунда                 | 2                        | 0    | 4    | 4(3)                     |                          |                          |                          |  |  |                           |                           |                           |                           |  |       |                 |                 |  |
|                          | СайПа (Б)                |                          |                          | 0    | 4    | 4(3)                     |                          |                          |                          |  |  |                           |                           |                           |                           |  |       |                 |                 |  |
|                          | Женева-Серветт           | 2                        | 2                        | 4(0) |      |                          |                          |                          |                          |  |  |                           |                           |                           |                           |  |       |                 |                 |  |
|                          | Женева-Серветт           | 2                        | 2                        | 4(0) |      | Кярпят                   | 2                        | 3                        | 5                        |  |  |                           |                           |                           |                           |  |       |                 |                 |  |
|                          |                          |                          |                          |      |      | Кярпят                   | 2                        | 3                        | 5                        |  |  |                           |                           |                           |                           |  |       |                 |                 |  |
|                          |                          | СайПа                    | 0                        | 2    | 2    |                          |                          |                          |                          |  |  |                           |                           |                           |                           |  |       |                 |                 |  |
|                          | Вена Кэпиталз            | СайПа                    | 0                        | 2    | 2    | 1                        | 2                        | 3                        |                          |  |  |                           |                           |                           |                           |  |       |                 |                 |  |
|                          | Вена Кэпиталз            |                          |                          |      |      | 1                        | 2                        | 3                        |                          |  |  |                           |                           |                           |                           |  |       |                 |                 |  |
|                          | Кярпят                   | 3                        | 3                        | 6    |      |                          |                          |                          |                          |  |  |                           |                           |                           |                           |  |       |                 |                 |  |
|                          | Кярпят                   | 3                        | 3                        | 6    |      |                          |                          |                          |                          |  |  | Кярпят                    | 2                         | 3                         | 5                         |  |       |                 |                 |  |
|                          |                          |                          |                          |      |      |                          |                          |                          |                          |  |  | Кярпят                    | 2                         | 3                         | 5                         |  |       |                 |                 |  |
|                          |                          | Фрёлунда (ОТ)            | 4                        | 2    | 6    |                          |                          |                          |                          |  |  |                           |                           |                           |                           |  |       |                 |                 |  |
|                          | Фрёлунда                 | Фрёлунда (ОТ)            | 4                        | 2    | 6    | 5                        | 4                        | 9                        |                          |  |  |                           |                           |                           |                           |  |       |                 |                 |  |
|                          | Фрёлунда                 |                          |                          |      |      | 5                        | 4                        | 9                        |                          |  |  |                           |                           |                           |                           |  |       |                 |                 |  |
|                          | Таппара                  | 1                        | 2                        | 3    |      |                          |                          |                          |                          |  |  |                           |                           |                           |                           |  |       |                 |                 |  |
|                          | Таппара                  | 1                        | 2                        | 3    |      | Фрёлунда                 | 1                        | 5                        | 6                        |  |  |                           |                           |                           |                           |  |       |                 |                 |  |
|                          |                          |                          |                          |      |      | Фрёлунда                 | 1                        | 5                        | 6                        |  |  |                           |                           |                           |                           |  |       |                 |                 |  |
|                          |                          | ХИФК                     | 2                        | 3    | 5    |                          |                          |                          |                          |  |  |                           |                           |                           |                           |  |       |                 |                 |  |
|                          | Фрибур-Готтерон          | ХИФК                     | 2                        | 3    | 5    | 2                        | 1                        | 3                        |                          |  |  |                           |                           |                           |                           |  |       |                 |                 |  |
|                          | Фрибур-Готтерон          |                          |                          |      |      | 2                        | 1                        | 3                        |                          |  |  |                           |                           |                           |                           |  |       |                 |                 |  |
|                          | ХИФК                     | 2                        | 3                        | 5    |      |                          |                          |                          |                          |  |  |                           |                           |                           |                           |  |       |                 |                 |  |

## 1/8 финала
Жеребьёвка плей-офф (1/8 финала, четвертьфинал, полуфинал и финал) прошла 10 октября 2014 года. Первые матчи прошли 4 ноября, ответные — 11 ноября 2014 года.
| Команда 1       | Итог        | Команда 2          | 1-й матч | 2-й матч |
| --------------- | ----------- | ------------------ | -------- | -------- |
| ЮИП             | 7:7 (2:3 Б) | Шеллефтео          | 5:4      | 2:3      |
| Женева-Серветт  | 4:4 (0:3 Б) | СайПа              | 2:0      | 2:4      |
| Спарта Прага    | 3:4         | Линчёпинг          | 1:2      | 2:2      |
| Кярпят          | 6:3         | Вена Кэпиталз      | 3:1      | 3:2      |
| ТПС             | 5:8         | Лукко              | 1:5      | 4:3      |
| Таппара         | 3:8         | Фрёлунда           | 1:5      | 2:4      |
| Лулео           | 9:9 (2:0 Б) | Ред Булл Зальцбург | 2:4      | 7:5      |
| Фрибур-Готтерон | 3:51        | ХИФК               | 2:2      | 1:3      |

### Первые матчи
| 4 ноября 2014 18:00 | Спарта Прага | 1:2 (0:0, 0:1, 1:1) | Линчёпинг | «Типспорт Арена», Прага Зрителей: 2381 |

| Отчёт                                                                     | Отчёт           | Отчёт                                    | Отчёт          | Отчёт                                                                            |
| ------------------------------------------------------------------------- | --------------- | ---------------------------------------- | -------------- | -------------------------------------------------------------------------------- |
|                                                                           |                 |                                          |                |                                                                                  |
|                                                                           | Растислав Станя | Вратари                                  | Маркус Хёгберг | Судьи: Роман Гофман Ансси Салонен Линейные судьи: Мирослав Лготски Либор Суханек |
|                                                                           | Голы:           |                                          |                | Судьи: Роман Гофман Ансси Салонен Линейные судьи: Мирослав Лготски Либор Суханек |
| Д.Микфликер (Д.Тафф) — 35:13 М.Карлссон (К.Макдонелл, А.Карлссон) — 42:49 | 0:1 0:2 1:2     | 45:25 — Л.Цингел (З.Багенский, Я.Шврчек) |                | Судьи: Роман Гофман Ансси Салонен Линейные судьи: Мирослав Лготски Либор Суханек |
|                                                                           |                 |                                          |                | Судьи: Роман Гофман Ансси Салонен Линейные судьи: Мирослав Лготски Либор Суханек |
|                                                                           |                 |                                          |                | Судьи: Роман Гофман Ансси Салонен Линейные судьи: Мирослав Лготски Либор Суханек |
|                                                                           |                 |                                          |                | Судьи: Роман Гофман Ансси Салонен Линейные судьи: Мирослав Лготски Либор Суханек |
| 6 мин                                                                     | Штраф           | 8 мин                                    |                | Судьи: Роман Гофман Ансси Салонен Линейные судьи: Мирослав Лготски Либор Суханек |
|                                                                           |                 |                                          |                |                                                                                  |
|                                                                           |                 |                                          |                |                                                                                  |

| 4 ноября 2014 18:30 | ТПС | 1:5 (1:2, 0:2, 0:1) | Лукко | «HK Арена», Турку Зрителей: 3642 |

| Отчёт                                    | Отчёт                   | Отчёт | Отчёт          | Отчёт                                                                             |
| ---------------------------------------- | ----------------------- | --- | -------------- | --------------------------------------------------------------------------------- |
|                                          |                         | |                |                                                                                   |
|                                          | Теему Лассила           | Вратари | Оскари Сетанен | Судьи: Микаэль Норд Микаэль Шёквист Линейные судьи: Маси Пуолакка Сакари Суоминен |
|                                          | Голы:                   | |                | Судьи: Микаэль Норд Микаэль Шёквист Линейные судьи: Маси Пуолакка Сакари Суоминен |
| Т.Коскиранта (Р.Смоленак, Р.Лэш) — 18:46 | 0:1 0:2 1:2 1:3 1:4 1:5 | 03:17 — И.Миккола (А.Ганьон) 12:22 — А.Ганьон (Д.Ахтола, В.Вахалахти) 25:52 — Х.Форсберг (Я.Нискала) 38:05 — Й.Виртанен (Я.Нискала, Й.Виртанен) 54:07 — В.Вахалахти (А.Ганьон, Ю.Томмила) |                | Судьи: Микаэль Норд Микаэль Шёквист Линейные судьи: Маси Пуолакка Сакари Суоминен |
|                                          |                         | |                | Судьи: Микаэль Норд Микаэль Шёквист Линейные судьи: Маси Пуолакка Сакари Суоминен |
|                                          |                         | |                | Судьи: Микаэль Норд Микаэль Шёквист Линейные судьи: Маси Пуолакка Сакари Суоминен |
|                                          |                         | |                | Судьи: Микаэль Норд Микаэль Шёквист Линейные судьи: Маси Пуолакка Сакари Суоминен |
| 10 мин                                   | Штраф                   | 10 мин |                | Судьи: Микаэль Норд Микаэль Шёквист Линейные судьи: Маси Пуолакка Сакари Суоминен |
|                                          |                         | |                |                                                                                   |
|                                          |                         | |                |                                                                                   |

| 4 ноября 2014 18:30 | Таппара | 1:5 (0:3, 0:1, 1:1) | Фрёлунда | «Ледовый дворец», Тампере Зрителей: 2546 |

| Отчёт                                          | Отчёт                   | Отчёт | Отчёт           | Отчёт                                                                  |
| ---------------------------------------------- | ----------------------- | --- | --------------- | ---------------------------------------------------------------------- |
|                                                |                         | |                 |                                                                        |
|                                                | Доминик Граховина       | Вратари | Линус Фернстрём | Судьи: Марк Виганд Тобиас Верли Линейные судьи: Йоонас Саха Хенри Нева |
|                                                | Голы:                   | |                 | Судьи: Марк Виганд Тобиас Верли Линейные судьи: Йоонас Саха Хенри Нева |
| А.Эркинъюнтти (Ю.Пелтола, Д.Коломатис) — 54:49 | 0:1 0:2 0:3 0:4 0:5 1:5 | 08:43 — Э. Густафссон (А.Юнсон, М.Олимб) 10:06 — К.Бекман (Э.Карлссон, М.Янмарк) 13:32 — А.Юнсон (М.Олимб, М.Гёрц) 39:57 — А.Блид (К.Бекман) 47:40 — М.Янмарк (А.Лехконен, Р.Фигрен) |                 | Судьи: Марк Виганд Тобиас Верли Линейные судьи: Йоонас Саха Хенри Нева |
|                                                |                         | |                 | Судьи: Марк Виганд Тобиас Верли Линейные судьи: Йоонас Саха Хенри Нева |
|                                                |                         | |                 | Судьи: Марк Виганд Тобиас Верли Линейные судьи: Йоонас Саха Хенри Нева |
|                                                |                         | |                 | Судьи: Марк Виганд Тобиас Верли Линейные судьи: Йоонас Саха Хенри Нева |
| 8 мин                                          | Штраф                   | 10 мин |                 | Судьи: Марк Виганд Тобиас Верли Линейные судьи: Йоонас Саха Хенри Нева |
|                                                |                         | |                 |                                                                        |
|                                                |                         | |                 |                                                                        |

| 4 ноября 2014 18:30 | ЮИП | 5:4 (2:1, 3:0, 0:3) | Шеллефтео | «Синергия-арена», Ювяскюля Зрителей: 1757 |

| Отчёт | Отчёт                              | Отчёт | Отчёт       | Отчёт                                                                         |
| --- | ---------------------------------- | --- | ----------- | ----------------------------------------------------------------------------- |
| |                                    | |             |                                                                               |
| | Туомас Таркки                      | Вратари | Эрик Хансес | Судьи: Штефан Бауэр Ларс Брюггеманн Линейные судьи: Яни Песонен Икка Киилунен |
| | Голы:                              | |             | Судьи: Штефан Бауэр Ларс Брюггеманн Линейные судьи: Яни Песонен Икка Киилунен |
| М.Ханникайнен (М.Луома, Я.Туппурайнен) — 08:30 Э.Перрен (Т.Пилман, П.Губачек) — 16:33 М.Ханникайнен (Д.Бойс, Ю.Иконен) — 22:17 Ю.Иконен (М.Лахти) — 26:03 М.Ненонен (М.Лахти, М.Сальмио) — 38:40 | 0:1 :1 2:1 3:1 4:1 5:1 5:2 5:3 5:4 | 06:56 — А.Хольмстрём (Э.Форсселл, К.Кабанов) 40:58 — К.Кабанов (П.Закриссон, А.Петтерссон) 48:15 — Н.Бурстрём 50:32 — Э.Калоф (П.Линдхольм, О.Сундквист) |             | Судьи: Штефан Бауэр Ларс Брюггеманн Линейные судьи: Яни Песонен Икка Киилунен |
| |                                    | |             | Судьи: Штефан Бауэр Ларс Брюггеманн Линейные судьи: Яни Песонен Икка Киилунен |
| |                                    | |             | Судьи: Штефан Бауэр Ларс Брюггеманн Линейные судьи: Яни Песонен Икка Киилунен |
| |                                    | |             | Судьи: Штефан Бауэр Ларс Брюггеманн Линейные судьи: Яни Песонен Икка Киилунен |
| 4 мин | Штраф                              | 4 мин |             | Судьи: Штефан Бауэр Ларс Брюггеманн Линейные судьи: Яни Песонен Икка Киилунен |
| |                                    | |             |                                                                               |
| |                                    | |             |                                                                               |

| 4 ноября 2014 18:30 | Кярпят | 3:1 (2:0, 1:0, 0:1) | Вена Кэпиталз | «Энергия Арена», Оулу |

| Отчёт | Отчёт           | Отчёт                           | Отчёт     | Отчёт                                                                      |
| --- | --------------- | ------------------------------- | --------- | -------------------------------------------------------------------------- |
| |                 |                                 |           |                                                                            |
| | Ииро Таркки     | Вратари                         | Мэтт Заба | Судьи: Андреас Кох Линус Олунд Линейные судьи: Самули Орава Ханну Сормунен |
| | Голы:           |                                 |           | Судьи: Андреас Кох Линус Олунд Линейные судьи: Самули Орава Ханну Сормунен |
| А.Мазур (Й.Донской, Й.Кемппайнен) — 10:14 Й.Донской (А.Лаатикайнен) — 19:02 Р.Гленн (А.Лаатикайнен, И.Гумл) — 25:15 | 1:0 2:0 3:0 3:1 | 47:24 — Д.Ферланд (С.Климбахер) |           | Судьи: Андреас Кох Линус Олунд Линейные судьи: Самули Орава Ханну Сормунен |
| |                 |                                 |           | Судьи: Андреас Кох Линус Олунд Линейные судьи: Самули Орава Ханну Сормунен |
| |                 |                                 |           | Судьи: Андреас Кох Линус Олунд Линейные судьи: Самули Орава Ханну Сормунен |
| |                 |                                 |           | Судьи: Андреас Кох Линус Олунд Линейные судьи: Самули Орава Ханну Сормунен |
| 2 мин | Штраф           | 8 мин                           |           | Судьи: Андреас Кох Линус Олунд Линейные судьи: Самули Орава Ханну Сормунен |
| |                 |                                 |           |                                                                            |
| |                 |                                 |           |                                                                            |

| 4 ноября 2014 19:45 | Фрибур-Готтерон | 2:2 (0:0, 1:1, 1:1) | ХИФК | «BCF Арена», Фрибур Зрителей: 1171 |

| Отчёт                                                                               | Отчёт           | Отчёт                                                                  | Отчёт       | Отчёт                                                                      |
| ----------------------------------------------------------------------------------- | --------------- | ---------------------------------------------------------------------- | ----------- | -------------------------------------------------------------------------- |
|                                                                                     |                 |                                                                        |             |                                                                            |
|                                                                                     | Беньямин Конц   | Вратари                                                                | Вилле Хуссо | Судьи: Робин Шир Мануэль Николич Линейные судьи: Роман Кадерли Балаж Ковач |
|                                                                                     | Голы:           |                                                                        |             | Судьи: Робин Шир Мануэль Николич Линейные судьи: Роман Кадерли Балаж Ковач |
| Д.Тамбеллини (М.Пульо, М.Нгой) — 21:08 Д.Вильдхабер (Д.Квятковский, К.Дюбе) — 47:11 | 1:0 1:1 2:1 2:2 | 31:15 — Н.Голдобин (Й.Аувиту, Я.Иконен) 54:01 — Т.Заборский (К.Элкинс) |             | Судьи: Робин Шир Мануэль Николич Линейные судьи: Роман Кадерли Балаж Ковач |
|                                                                                     |                 |                                                                        |             | Судьи: Робин Шир Мануэль Николич Линейные судьи: Роман Кадерли Балаж Ковач |
|                                                                                     |                 |                                                                        |             | Судьи: Робин Шир Мануэль Николич Линейные судьи: Роман Кадерли Балаж Ковач |
|                                                                                     |                 |                                                                        |             | Судьи: Робин Шир Мануэль Николич Линейные судьи: Роман Кадерли Балаж Ковач |
| 6 мин                                                                               | Штраф           | 6 мин                                                                  |             | Судьи: Робин Шир Мануэль Николич Линейные судьи: Роман Кадерли Балаж Ковач |
|                                                                                     |                 |                                                                        |             |                                                                            |
|                                                                                     |                 |                                                                        |             |                                                                            |

| 4 ноября 2014 19:45 | Женева-Серветт | 2:0 (0:0, 2:0, 0:0) | СайПа | «Патинуар де Верне», Женева Зрителей: 5214 |

| Отчёт                                                          | Отчёт        | Отчёт   | Отчёт          | Отчёт                                                                                 |
| -------------------------------------------------------------- | ------------ | ------- | -------------- | ------------------------------------------------------------------------------------- |
|                                                                |              |         |                |                                                                                       |
|                                                                | Роберт Майер | Вратари | Юсси Маркканен | Судьи: Владимир Балушка Ладислав Сметана Линейные судьи: Николас Флури Михаэль Черриг |
|                                                                | Голы:        |         |                | Судьи: Владимир Балушка Ладислав Сметана Линейные судьи: Николас Флури Михаэль Черриг |
| К.Роми (М.Д’Агостини) — 28:15 К.Роми (Т.Каст, Ю.Шимек) — 34:37 | 1:0 2:0      |         |                | Судьи: Владимир Балушка Ладислав Сметана Линейные судьи: Николас Флури Михаэль Черриг |
|                                                                |              |         |                | Судьи: Владимир Балушка Ладислав Сметана Линейные судьи: Николас Флури Михаэль Черриг |
|                                                                |              |         |                | Судьи: Владимир Балушка Ладислав Сметана Линейные судьи: Николас Флури Михаэль Черриг |
|                                                                |              |         |                | Судьи: Владимир Балушка Ладислав Сметана Линейные судьи: Николас Флури Михаэль Черриг |
| 31 мин                                                         | Штраф        | 4 мин   |                | Судьи: Владимир Балушка Ладислав Сметана Линейные судьи: Николас Флури Михаэль Черриг |
|                                                                |              |         |                |                                                                                       |
|                                                                |              |         |                |                                                                                       |

| 4 ноября 2014 20:05 | Лулео | 2:4 (0:1, 1:3, 1:0) | Ред Булл Зальцбург | «Кооп Норрботтен Арена», Лулео Зрителей: 2559 |

| Отчёт                                                                           | Отчёт                            | Отчёт | Отчёт        | Отчёт                                                                          |
| ------------------------------------------------------------------------------- | -------------------------------- | --- | ------------ | ------------------------------------------------------------------------------ |
|                                                                                 |                                  | |              |                                                                                |
|                                                                                 | Даниэль Ларссон Йоэль Лассинанти | Вратари | Нико Ховинен | Судьи: Петри Линдквист Антти Боман Линейные судьи: Эмиль Илетюйнен Юханнес Кек |
|                                                                                 | Голы:                            | |              | Судьи: Петри Линдквист Антти Боман Линейные судьи: Эмиль Илетюйнен Юханнес Кек |
| Л.Валлмарк (М.Фагерудд, Д.Заар) — 31:45 Д.Заар (Л.Валлмарк, М.Фагерудд) — 58:52 | 0:1 0:2 0:3 1:3 1:4 2:4          | 19:03 — Т.Милам (Б.Уолтер, Р.Дункан) 24:59 — Б.Стерлинг (З.Кутлак, Б.Уолтер) 29:56 — К.Бич (Д.Вельзер, Д.Меклер) 32:35 — З.Кутлак (Б.Стерлинг, Д.Хьюз) |              | Судьи: Петри Линдквист Антти Боман Линейные судьи: Эмиль Илетюйнен Юханнес Кек |
|                                                                                 |                                  | |              | Судьи: Петри Линдквист Антти Боман Линейные судьи: Эмиль Илетюйнен Юханнес Кек |
|                                                                                 |                                  | |              | Судьи: Петри Линдквист Антти Боман Линейные судьи: Эмиль Илетюйнен Юханнес Кек |
|                                                                                 |                                  | |              | Судьи: Петри Линдквист Антти Боман Линейные судьи: Эмиль Илетюйнен Юханнес Кек |
| 4 мин                                                                           | Штраф                            | 4 мин |              | Судьи: Петри Линдквист Антти Боман Линейные судьи: Эмиль Илетюйнен Юханнес Кек |
|                                                                                 |                                  | |              |                                                                                |
|                                                                                 |                                  | |              |                                                                                |

### Ответные матчи
| 11 ноября 2014 18:30 | ХИФК | 3:1 (0:1, 1:0, 2:0) | Фрибур-Готтерон | Ледовый дворец, Хельсинки Зрителей: 3809 |

| Отчёт                                                                                              | Отчёт          | Отчёт                                | Отчёт         | Отчёт                                                                            |
| -------------------------------------------------------------------------------------------------- | -------------- | ------------------------------------ | ------------- | -------------------------------------------------------------------------------- |
| |                |                                      |               |                                                                                  |
| | Вилле Хуссо    | Вратари                              | Беньямин Конц | Судьи: Тобиас Бьорк Микаэль Норд Линейные судьи: Маркус Хегерстрём Икка Киилунен |
| | Голы:          |                                      |               | Судьи: Тобиас Бьорк Микаэль Норд Линейные судьи: Маркус Хегерстрём Икка Киилунен |
| Я.Иконен (С.Блумквист, Р.Лейно) — 31:45 Я.Иконен (Р.Лейно, Н.Голдобин) — 56:42 Т.Заборский — 59:59 | 0:1 :1 2:1 3:1 | 12:26 — К.Дюбэ (Ж.Спрунгер, Б.Плусс) |               | Судьи: Тобиас Бьорк Микаэль Норд Линейные судьи: Маркус Хегерстрём Икка Киилунен |
| |                |                                      |               | Судьи: Тобиас Бьорк Микаэль Норд Линейные судьи: Маркус Хегерстрём Икка Киилунен |
| |                |                                      |               | Судьи: Тобиас Бьорк Микаэль Норд Линейные судьи: Маркус Хегерстрём Икка Киилунен |
| |                |                                      |               | Судьи: Тобиас Бьорк Микаэль Норд Линейные судьи: Маркус Хегерстрём Икка Киилунен |
| 6 мин                                                                                              | Штраф          | 8 мин                                |               | Судьи: Тобиас Бьорк Микаэль Норд Линейные судьи: Маркус Хегерстрём Икка Киилунен |
| |                |                                      |               |                                                                                  |
| | 33             | Броски                               | 17            |                                                                                  |

ХИФК победил с общим счётом 5:3.
| 11 ноября 2014 18:30 | СайПа | 5:2 (2:1, 1:0, 1:1) (ОТ: 0:0) (Б 1:0) | Женева-Серветт | «Кисапуйсто», Лаппеэнранта Зрителей: 2830 |

| Отчёт | Отчёт                           | Отчёт                                                                  | Отчёт      | Отчёт                                                                              |
| --- | ------------------------------- | ---------------------------------------------------------------------- | ---------- | ---------------------------------------------------------------------------------- |
| |                                 |                                                                        |            |                                                                                    |
| | Юсси Маркканен                  | Вратари                                                                | Кристоф Бэ | Судьи: Гордон Шукис Ларс Брюггеманн Линейные судьи: Даниэль Эстерхольм Яни Песонен |
| | Голы:                           |                                                                        |            | Судьи: Гордон Шукис Ларс Брюггеманн Линейные судьи: Даниэль Эстерхольм Яни Песонен |
| С.Лофквист (Ю.Ларссон, Д.Макинтайр) — 02:24 С.Веналайнен (Ю.Ларссон, Т.Йокинен) — 17:31 М.Ярвинен (Ю.Ларссон, Д.Макинтайр) — 33:41 Я.Тави (Ю.Ларссон) — 51:53 В.Кохо Й.Манкинен Д.Макинтайр | 1:0 1:1 2:1 3:1 4:1 4:2 Буллиты | 03:45 — К.Ривера 59:04 — Н.Род (Ю.Шимек) М.Д’Агостини Том.Пайатт Н.Род |            | Судьи: Гордон Шукис Ларс Брюггеманн Линейные судьи: Даниэль Эстерхольм Яни Песонен |
| |                                 |                                                                        |            | Судьи: Гордон Шукис Ларс Брюггеманн Линейные судьи: Даниэль Эстерхольм Яни Песонен |
| |                                 |                                                                        |            | Судьи: Гордон Шукис Ларс Брюггеманн Линейные судьи: Даниэль Эстерхольм Яни Песонен |
| |                                 |                                                                        |            | Судьи: Гордон Шукис Ларс Брюггеманн Линейные судьи: Даниэль Эстерхольм Яни Песонен |
| 8 мин | Штраф                           | 10 мин                                                                 |            | Судьи: Гордон Шукис Ларс Брюггеманн Линейные судьи: Даниэль Эстерхольм Яни Песонен |
| |                                 |                                                                        |            |                                                                                    |
| | 41                              | Броски                                                                 | 23         |                                                                                    |

Общий счёт — 4:4. «СайПа» победила в серии буллитов со счётом 3:0.
| 11 ноября 2014 18:30 | Лукко | 3:4 (0:2, 0:0, 3:2) | ТПС | «Эййянсуо Арена», Раума Зрителей: 2472 |

| Отчёт                                                                          | Отчёт                       | Отчёт | Отчёт         | Отчёт                                                                              |
| ------------------------------------------------------------------------------ | --------------------------- | --- | ------------- | ---------------------------------------------------------------------------------- |
|                                                                                |                             | |               |                                                                                    |
|                                                                                | Оскари Сетанен              | Вратари | Теему Лассила | Судьи: Даниэль Штрикер Маркус Виннерборг Линейные судьи: Паси Ниеминен Йоонас Саха |
|                                                                                | Голы:                       | |               | Судьи: Даниэль Штрикер Маркус Виннерборг Линейные судьи: Паси Ниеминен Йоонас Саха |
| О.Сипилайнен — 40:52 В.Вахалахти — 42:03 А.Ганьон (Т.Нурми, Ю.Томмила) — 48:17 | 0:1 0:2 1:2 1:3 2:3 3:3 3:4 | 08:58 — Р.Лаш (С.Гюсберс) 11:11 — Р.Смоленак (М.Соинту) 41:30 — Р.Смоленак (Р.Лаш) 50:58 — Р.Лаш (Я.Накладал) |               | Судьи: Даниэль Штрикер Маркус Виннерборг Линейные судьи: Паси Ниеминен Йоонас Саха |
|                                                                                |                             | |               | Судьи: Даниэль Штрикер Маркус Виннерборг Линейные судьи: Паси Ниеминен Йоонас Саха |
|                                                                                |                             | |               | Судьи: Даниэль Штрикер Маркус Виннерборг Линейные судьи: Паси Ниеминен Йоонас Саха |
|                                                                                |                             | |               | Судьи: Даниэль Штрикер Маркус Виннерборг Линейные судьи: Паси Ниеминен Йоонас Саха |
| 10 мин                                                                         | Штраф                       | 4 мин |               | Судьи: Даниэль Штрикер Маркус Виннерборг Линейные судьи: Паси Ниеминен Йоонас Саха |
|                                                                                |                             | |               |                                                                                    |
|                                                                                | 23                          | Броски | 25            |                                                                                    |

«Лукко» победил с общим счётом 8:5.
| 11 ноября 2014 19:00 | Линчёпинг | 2:2 (0:1, 0:0, 2:1) | Спарта Прага | «Сааб Арена», Линчёпинг Зрителей: 2437 |

| Отчёт                                                      | Отчёт         | Отчёт                                                                | Отчёт         | Отчёт                                                                                 |
| ---------------------------------------------------------- | ------------- | -------------------------------------------------------------------- | ------------- | ------------------------------------------------------------------------------------- |
|                                                            |               |                                                                      |               |                                                                                       |
|                                                            | Давид Раутио  | Вратари                                                              | Филип Новотны | Судьи: Микко Каукокари Алекси Рантала Линейные судьи: Джимми Дамен Андреас Мальмквист |
|                                                            | Голы:         |                                                                      |               | Судьи: Микко Каукокари Алекси Рантала Линейные судьи: Джимми Дамен Андреас Мальмквист |
| Ю.Юнланд (М.Юханссон) — 47:53 Д.Микфликир (Д.Тафф) — 59:58 | 0:1 :1 1:2 :2 | 01:27 — Я.Глинка (Д.Пржибыл, Я.Бухтеле) 51:16 — Я.Пишкачек (М.Ревай) |               | Судьи: Микко Каукокари Алекси Рантала Линейные судьи: Джимми Дамен Андреас Мальмквист |
|                                                            |               |                                                                      |               | Судьи: Микко Каукокари Алекси Рантала Линейные судьи: Джимми Дамен Андреас Мальмквист |
|                                                            |               |                                                                      |               | Судьи: Микко Каукокари Алекси Рантала Линейные судьи: Джимми Дамен Андреас Мальмквист |
|                                                            |               |                                                                      |               | Судьи: Микко Каукокари Алекси Рантала Линейные судьи: Джимми Дамен Андреас Мальмквист |
| 6 мин                                                      | Штраф         | 30 мин                                                               |               | Судьи: Микко Каукокари Алекси Рантала Линейные судьи: Джимми Дамен Андреас Мальмквист |
|                                                            |               |                                                                      |               |                                                                                       |
|                                                            | 31            | Броски                                                               | 32            |                                                                                       |

«Линчёпинг» победил с общим счётом 4:3.
| 11 ноября 2014 19:00 | Шеллефтео | 4:2 (0:1, 1:0, 2:1) (ОТ: 0:0) (Б 1:0) | ЮИП | «Шеллефтео Крафт Арена», Шеллефтео Зрителей: 2518 |

| Отчёт | Отчёт                      | Отчёт | Отчёт         | Отчёт                                                                                |
| --- | -------------------------- | --- | ------------- | ------------------------------------------------------------------------------------ |
| |                            | |               |                                                                                      |
| | Маркус Свенссон Э.Хансес   | Вратари | Туомас Таркки | Судьи: Владимир Пешина Владимир Шиндлер Линейные судьи: Эмиль Илетюиенен Юханнес Кек |
| | Голы:                      | |               | Судьи: Владимир Пешина Владимир Шиндлер Линейные судьи: Эмиль Илетюиенен Юханнес Кек |
| Э.Кэлоф — 30:08 О.Сундквист (Э.Кэлоф, П.Линдхольм) — 57:20 П.Линдхольм (Э.Кэлоф, Т.Хеед) — 59:42 Э.Кэлоф Э.Форсселл О.Сундквист Д.Норман М.Лехтонен | 0:1 :1 1:2 :2 3:2 Буллиты: | 09:59 — М.Ханникайнен (Я.Туппурайнен) 40:28 — Я.Туппурайнен (А.Лофман) Э.Перрен М.Ненонен П.Губачек Я.Туппурайнен Ю.Иконен |               | Судьи: Владимир Пешина Владимир Шиндлер Линейные судьи: Эмиль Илетюиенен Юханнес Кек |
| |                            | |               | Судьи: Владимир Пешина Владимир Шиндлер Линейные судьи: Эмиль Илетюиенен Юханнес Кек |
| |                            | |               | Судьи: Владимир Пешина Владимир Шиндлер Линейные судьи: Эмиль Илетюиенен Юханнес Кек |
| |                            | |               | Судьи: Владимир Пешина Владимир Шиндлер Линейные судьи: Эмиль Илетюиенен Юханнес Кек |
| 6 мин | Штраф                      | 16 мин |               | Судьи: Владимир Пешина Владимир Шиндлер Линейные судьи: Эмиль Илетюиенен Юханнес Кек |
| |                            | |               |                                                                                      |
| | 44                         | Броски | 21            |                                                                                      |

Общий счёт — 7:7. «Шеллефтео» победил в серии буллитов 3:2.
| 11 ноября 2014 19:30 | Вена Кэпиталз | 2:3 (0:0, 1:2, 1:1) | Кярпят | «Альберт Шульц Айсхалле», Вена Зрителей: 4700 |

| Отчёт                                                                     | Отчёт              | Отчёт | Отчёт       | Отчёт                                                                          |
| ------------------------------------------------------------------------- | ------------------ | --- | ----------- | ------------------------------------------------------------------------------ |
|                                                                           |                    | |             |                                                                                |
|                                                                           | Мэтт Заба          | Вратари | Ииро Таркки | Судьи: Владимир Балушка Йозеф Кубус Линейные судьи: Мартин Смайбидло Атти Надь |
|                                                                           | Голы:              | |             | Судьи: Владимир Балушка Йозеф Кубус Линейные судьи: Мартин Смайбидло Атти Надь |
| М.Уоткинс (Р.Роттер, А.Нодль) — 32:41 М.Шлахер (С.Бауэр, М.Шихль) — 47:24 | 0:1 :1 1:2 1:3 2:3 | 28:46 — Ю.Керанен (В.Эмингер) 33:12 — Ю.Юнттила (Р.Гленн, Й.Кемппайнен) 41:33 — И.Гумл (Ю.Хаатая, С.Маннинен) |             | Судьи: Владимир Балушка Йозеф Кубус Линейные судьи: Мартин Смайбидло Атти Надь |
|                                                                           |                    | |             | Судьи: Владимир Балушка Йозеф Кубус Линейные судьи: Мартин Смайбидло Атти Надь |
|                                                                           |                    | |             | Судьи: Владимир Балушка Йозеф Кубус Линейные судьи: Мартин Смайбидло Атти Надь |
|                                                                           |                    | |             | Судьи: Владимир Балушка Йозеф Кубус Линейные судьи: Мартин Смайбидло Атти Надь |
| 6 мин                                                                     | Штраф              | 0 мин |             | Судьи: Владимир Балушка Йозеф Кубус Линейные судьи: Мартин Смайбидло Атти Надь |
|                                                                           |                    | |             |                                                                                |
|                                                                           | 21                 | Броски | 29          |                                                                                |

«Кярпят» победил с общим счётом 3:6.
| 11 ноября 2014 19:30 | Ред Булл Зальцбург | 5:8 (4:1, 0:5, 1:1) (ОТ: 0:0) (Б 0:1) | Лулео | «Айсарена», Зальцбург |

| Отчёт | Отчёт                                                    | Отчёт | Отчёт                             | Отчёт                                                                           |
| --- | -------------------------------------------------------- | --- | --------------------------------- | ------------------------------------------------------------------------------- |
| |                                                          | |                                   |                                                                                 |
| | Нико Ховинен                                             | Вратари | Даниэль Ларссон Йоэль, Лассинанти | Судьи: Робин Шир Даниэль Пехачек Линейные судьи: Майкл Джонстоун Давид Нотеггер |
| | Голы:                                                    | |                                   | Судьи: Робин Шир Даниэль Пехачек Линейные судьи: Майкл Джонстоун Давид Нотеггер |
| Т.Раффль (М.Латуса) — 03:39 К.Бич (Д.Меклер) — 04:47 К.Бич (Т.Милам) — 10:43 Д.Меклер (К.Бич, Д.Хайнрих) — 16:32 Т.Раффль (М.Траттниг, Д.Хайнрих) — 58:05 К.Комарек Т.Раффль Р.Дункан М.Траттниг | 1:0 2:0 3:0 3:1 4:1 4:2 4:3 4:4 4:5 4:6 4:7 5:8 Буллиты: | 14:31 — Н.Фогстрём (К.Эботт) 07:05 — С.Диксон (К.Накива, П.Савилахти-Нагандер) 09:45 — П.Ледин (Н.Фогстрём) 34:25 — Н.Фогстрём (Ю.Форсберг, К.Фабрисиус) 35:29 — Л.Петрелль (Й.Гранстрём, К.Накива) 39:42 — Д.Заар (Д.Кукан) 49:54 — Д.Заар (П.Ледин, М.Фагерудд) Я.Сандстрём Д.Заар Н.Фогстрём Ю.Форсберг |                                   | Судьи: Робин Шир Даниэль Пехачек Линейные судьи: Майкл Джонстоун Давид Нотеггер |
| |                                                          | |                                   | Судьи: Робин Шир Даниэль Пехачек Линейные судьи: Майкл Джонстоун Давид Нотеггер |
| |                                                          | |                                   | Судьи: Робин Шир Даниэль Пехачек Линейные судьи: Майкл Джонстоун Давид Нотеггер |
| |                                                          | |                                   | Судьи: Робин Шир Даниэль Пехачек Линейные судьи: Майкл Джонстоун Давид Нотеггер |
| 8 мин | Штраф                                                    | 8 мин |                                   | Судьи: Робин Шир Даниэль Пехачек Линейные судьи: Майкл Джонстоун Давид Нотеггер |
| |                                                          | |                                   |                                                                                 |
| | 38                                                       | Броски | 45                                |                                                                                 |

Общий счёт — 9:9. «Лулео» победил в серии буллитов со счётом 2:0.
| 11 ноября 2014 20:05 | Фрёлунда | 4:2 (2:0, 1:0, 1:2) | Таппара | «Скандинавиум», Гётеборг Зрителей: 4770 |

| Отчёт | Отчёт                   | Отчёт                                 | Отчёт       | Отчёт                                                                             |
| --- | ----------------------- | ------------------------------------- | ----------- | --------------------------------------------------------------------------------- |
| |                         |                                       |             |                                                                                   |
| | Ларс Юханссон           | Вратари                               | Юха Метсола | Судьи: Алексей Анисимов Шейн Уоршоу Линейные судьи: Хенрик Пильблад Тобиас Хастер |
| | Голы:                   |                                       |             | Судьи: Алексей Анисимов Шейн Уоршоу Линейные судьи: Хенрик Пильблад Тобиас Хастер |
| А.Юнссон (А.Лехконен, Р.Фигрен) — 04:31 П.Видерстрём (К.Бекман, М.Канберг) — 08:07 М.Россели-Ольсен (А.Юнссон, М.Олимб) — 35:15 М.Гёрц (А.Блид) — 47:14 | 1:0 2:0 3:0 3:1 4:1 4:2 | 42:57 — Т.Да Коста 48:40 — П.Йормакка |             | Судьи: Алексей Анисимов Шейн Уоршоу Линейные судьи: Хенрик Пильблад Тобиас Хастер |
| |                         |                                       |             | Судьи: Алексей Анисимов Шейн Уоршоу Линейные судьи: Хенрик Пильблад Тобиас Хастер |
| |                         |                                       |             | Судьи: Алексей Анисимов Шейн Уоршоу Линейные судьи: Хенрик Пильблад Тобиас Хастер |
| |                         |                                       |             | Судьи: Алексей Анисимов Шейн Уоршоу Линейные судьи: Хенрик Пильблад Тобиас Хастер |
| 8 мин | Штраф                   | 6 мин                                 |             | Судьи: Алексей Анисимов Шейн Уоршоу Линейные судьи: Хенрик Пильблад Тобиас Хастер |
| |                         |                                       |             |                                                                                   |
| | 35                      | Броски                                | 15          |                                                                                   |

«Фрёлунда» победила с общим счётом 9:3.
Примечание:
1: ↑  Первоначально, первый матч должен был состоятся 4 ноября на площадке ХИФК, однако, в этот день его площадка не способна принять матч, из-за чего было принято решение поменять порядок матчей.

## Четвертьфиналы
Первые матчи прошли 2 декабря, ответные — 9 декабря 2014 года. В каждой паре хозяином ответного матча становится команда, имеющая наилучший суммарный показатель по итогам группового этапа и 1/8 финала.
| Команда 1 | Итог        | Команда 2 | 1-й матч | 2-й матч |
| --------- | ----------- | --------- | -------- | -------- |
| Линчёпинг | 5:5 (0:2 Б) | Шеллефтео | 1:2      | 4:3      |
| Лукко     | 3:7         | Лулео     | 2:5      | 1:2      |
| СайПа     | 2:5         | Кярпят    | 0:2      | 2:3      |
| ХИФК      | 5:6         | Фрёлунда  | 2:1      | 3:5      |

### Первые матчи
| 2 декабря 2014 17:30 | Лукко | 2:5 (1:3, 1:1, 0:1) | Лулео | «Эййянсуо Арена», Раума Зрителей: 2224 |

| Отчёт                                                                                   | Отчёт                       | Отчёт | Отчёт           | Отчёт                                                                               |
| --------------------------------------------------------------------------------------- | --------------------------- | --- | --------------- | ----------------------------------------------------------------------------------- |
|                                                                                         |                             | |                 |                                                                                     |
|                                                                                         | Оскари Сетанен              | Вратари | Даниэль Ларссон | Судьи: Рене Градил Владимир Шиндлер Линейные судьи: Маркус Хегерстрём Икка Киилунен |
|                                                                                         | Голы:                       | |                 | Судьи: Рене Градил Владимир Шиндлер Линейные судьи: Маркус Хегерстрём Икка Киилунен |
| Я.Нискала (Й.Пиитулайнен, Й.Виртанен) — 08:50 Ф.Риска (О.Сипилайнен, И.Миккола) — 37:59 | 1:0 1:1 1:2 1:3 1:4 2:4 2:5 | 09:49 — К.Накива (П.Савилахти-Нагандер, Л.Петрелль) 16:08 — Н.Фогстрём (К.Накива, Л.Петрелль) 16:25 — К.Фабрисиус (Н.Фогстрём, К.Накива) 34:35 — Э.Сюльвегард 41:57 — К.Эбботт (М.Фагерудд, Н.Фогстрём) |                 | Судьи: Рене Градил Владимир Шиндлер Линейные судьи: Маркус Хегерстрём Икка Киилунен |
|                                                                                         |                             | |                 | Судьи: Рене Градил Владимир Шиндлер Линейные судьи: Маркус Хегерстрём Икка Киилунен |
|                                                                                         |                             | |                 | Судьи: Рене Градил Владимир Шиндлер Линейные судьи: Маркус Хегерстрём Икка Киилунен |
|                                                                                         |                             | |                 | Судьи: Рене Градил Владимир Шиндлер Линейные судьи: Маркус Хегерстрём Икка Киилунен |
| 6 мин                                                                                   | Штраф                       | 6 мин |                 | Судьи: Рене Градил Владимир Шиндлер Линейные судьи: Маркус Хегерстрём Икка Киилунен |
|                                                                                         |                             | |                 |                                                                                     |
|                                                                                         | 21                          | Броски | 30              |                                                                                     |

| 2 декабря 2014 17:30 | СайПа | 0:2 (0:0, 0:2, 0:0) | Кярпят | «Кисапуйсто», Лаппеэнранта Зрителей: 2187 |

| Отчёт | Отчёт          | Отчёт                                                                 | Отчёт       | Отчёт                                                                      |
| ----- | -------------- | --------------------------------------------------------------------- | ----------- | -------------------------------------------------------------------------- |
|       |                |                                                                       |             |                                                                            |
|       | Юсси Маркканен | Вратари                                                               | Ииро Таркки | Судьи: Микаэль Норд Маркус Линде Линейные судьи: Йоонас Саха Маси Пуолакка |
|       | Голы:          |                                                                       |             | Судьи: Микаэль Норд Маркус Линде Линейные судьи: Йоонас Саха Маси Пуолакка |
|       | 0:1 0:2        | 22:57 — Й.Донской (Ю.Хаатая, И.Гумл) 33:44 — Й.Донской (Й.Кемппайнен) |             | Судьи: Микаэль Норд Маркус Линде Линейные судьи: Йоонас Саха Маси Пуолакка |
|       |                |                                                                       |             | Судьи: Микаэль Норд Маркус Линде Линейные судьи: Йоонас Саха Маси Пуолакка |
|       |                |                                                                       |             | Судьи: Микаэль Норд Маркус Линде Линейные судьи: Йоонас Саха Маси Пуолакка |
|       |                |                                                                       |             | Судьи: Микаэль Норд Маркус Линде Линейные судьи: Йоонас Саха Маси Пуолакка |
| 8 мин | Штраф          | 16 мин                                                                |             | Судьи: Микаэль Норд Маркус Линде Линейные судьи: Йоонас Саха Маси Пуолакка |
|       |                |                                                                       |             |                                                                            |
|       | 16             | Броски                                                                | 12          |                                                                            |

| 2 декабря 2014 17:30 | ХИФК | 2:1 (1:1, 1:0, 0:0) | Фрёлунда | Ледовый дворец, Хельсинки Зрителей: 4858 |

| Отчёт                                                              | Отчёт       | Отчёт                          | Отчёт           | Отчёт                                                                             |
| ------------------------------------------------------------------ | ----------- | ------------------------------ | --------------- | --------------------------------------------------------------------------------- |
|                                                                    |             |                                |                 |                                                                                   |
|                                                                    | Вилле Хуссо | Вратари                        | Линус Фернстрём | Судьи: Йосеф Кубус Ладислав Сметана Линейные судьи: Паси Ниеминен Сакари Суоминен |
|                                                                    | Голы:       |                                |                 | Судьи: Йосеф Кубус Ладислав Сметана Линейные судьи: Паси Ниеминен Сакари Суоминен |
| Т.Заборский — 00:34 Т.Заборский (М.Купаринен, Д.Гриллфорс) — 24:56 | 1:0 1:1 2:1 | 12:23 — М.Олимб (Э.Густафссон) |                 | Судьи: Йосеф Кубус Ладислав Сметана Линейные судьи: Паси Ниеминен Сакари Суоминен |
|                                                                    |             |                                |                 | Судьи: Йосеф Кубус Ладислав Сметана Линейные судьи: Паси Ниеминен Сакари Суоминен |
|                                                                    |             |                                |                 | Судьи: Йосеф Кубус Ладислав Сметана Линейные судьи: Паси Ниеминен Сакари Суоминен |
|                                                                    |             |                                |                 | Судьи: Йосеф Кубус Ладислав Сметана Линейные судьи: Паси Ниеминен Сакари Суоминен |
| 12 мин                                                             | Штраф       | 14 мин                         |                 | Судьи: Йосеф Кубус Ладислав Сметана Линейные судьи: Паси Ниеминен Сакари Суоминен |
|                                                                    |             |                                |                 |                                                                                   |
|                                                                    | 19          | Броски                         | 24              |                                                                                   |

| 2 декабря 2014 20:05 | Линчёпинг | 1:2 (1:1, 0:1, 0:0) | Шеллефтео | «Сааб Арена», Линчёпинг Зрителей: 2276 |

| Отчёт                               | Отчёт          | Отчёт                                                                           | Отчёт       | Отчёт                                                                                  |
| ----------------------------------- | -------------- | ------------------------------------------------------------------------------- | ----------- | -------------------------------------------------------------------------------------- |
|                                     |                |                                                                                 |             |                                                                                        |
|                                     | Маркус Хёгберг | Вратари                                                                         | Эрик Хансес | Судьи: Петри Линдквист Алекси Рантала Линейные судьи: Андреас Мальмквист Тобиас Хастер |
|                                     | Голы:          |                                                                                 |             | Судьи: Петри Линдквист Алекси Рантала Линейные судьи: Андреас Мальмквист Тобиас Хастер |
| Б.Литтл (Н.Хардт, М.Шёгрен) — 04:51 | 1:0 1:1 1:2    | 18:39 — С.Ахо (П.Линдхольм, О.Сундквист) 39:46 — О.Сундквист (Д.Видинг, М.Шевц) |             | Судьи: Петри Линдквист Алекси Рантала Линейные судьи: Андреас Мальмквист Тобиас Хастер |
|                                     |                |                                                                                 |             | Судьи: Петри Линдквист Алекси Рантала Линейные судьи: Андреас Мальмквист Тобиас Хастер |
|                                     |                |                                                                                 |             | Судьи: Петри Линдквист Алекси Рантала Линейные судьи: Андреас Мальмквист Тобиас Хастер |
|                                     |                |                                                                                 |             | Судьи: Петри Линдквист Алекси Рантала Линейные судьи: Андреас Мальмквист Тобиас Хастер |
| 6 мин                               | Штраф          | 6 мин                                                                           |             | Судьи: Петри Линдквист Алекси Рантала Линейные судьи: Андреас Мальмквист Тобиас Хастер |
|                                     |                |                                                                                 |             |                                                                                        |
|                                     | 30             | Броски                                                                          | 31          |                                                                                        |

### Ответные матчи
| 9 декабря 2014 17:30 | Кярпят | 3:2 (0:1, 1:0, 2:1) | СайПа | «Энергия Арена», Оулу Зрителей: 3492 |

| Отчёт | Отчёт              | Отчёт                                                                              | Отчёт          | Отчёт                                                                     |
| --- | ------------------ | ---------------------------------------------------------------------------------- | -------------- | ------------------------------------------------------------------------- |
| |                    |                                                                                    |                |                                                                           |
| | Ииро Таркки        | Вратари                                                                            | Юсси Маркканен | Судьи: Тобиас Бьёрк Линус Элунд Линейные судьи: Ханну Сормунен Хенри Нева |
| | Голы:              |                                                                                    |                | Судьи: Тобиас Бьёрк Линус Элунд Линейные судьи: Ханну Сормунен Хенри Нева |
| Й.Кемппайнен (Л.Кукконен, А.Мазур) — 39:59 Й.Донской (Й.Кемппайнен, С.Ахо) — 43:19 Ю.Керанен (Ю.Хаатая, Д.Спэнг) — 55:30 | 0:1 :1 2:1 2:2 3:2 | 15:30 — М.Ярвинен (К.Маалахти, С.Риикола) 48:26 — С.Лофквист (Д.Спина, К.Маалахти) |                | Судьи: Тобиас Бьёрк Линус Элунд Линейные судьи: Ханну Сормунен Хенри Нева |
| |                    |                                                                                    |                | Судьи: Тобиас Бьёрк Линус Элунд Линейные судьи: Ханну Сормунен Хенри Нева |
| |                    |                                                                                    |                | Судьи: Тобиас Бьёрк Линус Элунд Линейные судьи: Ханну Сормунен Хенри Нева |
| |                    |                                                                                    |                | Судьи: Тобиас Бьёрк Линус Элунд Линейные судьи: Ханну Сормунен Хенри Нева |
| 8 мин | Штраф              | 14 мин                                                                             |                | Судьи: Тобиас Бьёрк Линус Элунд Линейные судьи: Ханну Сормунен Хенри Нева |
| |                    |                                                                                    |                |                                                                           |
| | 29                 | Броски                                                                             | 23             |                                                                           |

«Кярпят» побеждает с общим счётом 5:2.
| 9 декабря 2014 18:30 | Лулео | 2:1 (0:0, 2:0, 0:1) | Лукко | «Кооп Норрботтен Арена», Лулео Зрителей: 3252 |

| Отчёт                                                                                      | Отчёт            | Отчёт                                 | Отчёт          | Отчёт                                                                            |
| ------------------------------------------------------------------------------------------ | ---------------- | ------------------------------------- | -------------- | -------------------------------------------------------------------------------- |
|                                                                                            |                  |                                       |                |                                                                                  |
|                                                                                            | Йлэль Лассинанти | Вратари                               | Оскари Сетанен | Судьи: Андреас Кох Даниэль Штрикер Линейные судьи: Фредрик Альтберг Джимми Дамен |
|                                                                                            | Голы:            |                                       |                | Судьи: Андреас Кох Даниэль Штрикер Линейные судьи: Фредрик Альтберг Джимми Дамен |
| М.Фагерудд (Н.Фогстрём, Кэм Эбботт) — 34:01 Крис Эбботт (Кэм Эбботт, Э.Сюльвегард) — 34:19 | 1:0 2:0 2:1      | 59:14 — Й.Виртанен (М.Коуса, Т.Нурми) |                | Судьи: Андреас Кох Даниэль Штрикер Линейные судьи: Фредрик Альтберг Джимми Дамен |
|                                                                                            |                  |                                       |                | Судьи: Андреас Кох Даниэль Штрикер Линейные судьи: Фредрик Альтберг Джимми Дамен |
|                                                                                            |                  |                                       |                | Судьи: Андреас Кох Даниэль Штрикер Линейные судьи: Фредрик Альтберг Джимми Дамен |
|                                                                                            |                  |                                       |                | Судьи: Андреас Кох Даниэль Штрикер Линейные судьи: Фредрик Альтберг Джимми Дамен |
| 2 мин                                                                                      | Штраф            | 4 мин                                 |                | Судьи: Андреас Кох Даниэль Штрикер Линейные судьи: Фредрик Альтберг Джимми Дамен |
|                                                                                            |                  |                                       |                |                                                                                  |
|                                                                                            | 22               | Броски                                | 22             |                                                                                  |

«Лулео» побеждает с общим счётом 7:3.
| 9 декабря 2014 19:00 | Фрёлунда | 5:3 (1:0, 1:1, 3:2) | ХИФК | «Скандинавиум», Гётеборг Зрителей: 3560 |

| Отчёт | Отчёт                           | Отчёт                                                                      | Отчёт       | Отчёт                                                                                |
| --- | ------------------------------- | -------------------------------------------------------------------------- | ----------- | ------------------------------------------------------------------------------------ |
| |                                 |                                                                            |             |                                                                                      |
| | Ларс Юханссон                   | Вратари                                                                    | Вилле Хуссо | Судьи: Даниэль Пехачек Ларс Бруггеманн Линейные судьи: Хенрик Пильблад Тобиас Хастер |
| | Голы:                           |                                                                            |             | Судьи: Даниэль Пехачек Ларс Бруггеманн Линейные судьи: Хенрик Пильблад Тобиас Хастер |
| М.Россели-Ольсен (М.Олимб, Э.Густафссон) — 15:44 А.Юнсон (М.Гёрц, О.Бом) — 21:47 Р.Фигрен (Э.Фальт, М.Викстранд) — 46:13 М.Олимб (Э.Густафссон, А.Юнсон) — 47:34 Р.Фигрен (М.Янмарк, К.Бекман) — 59:10 | 1:0 2:0 2:1 2:2 3:2 4:2 4:3 5:3 | 25:40 — Р.Лейно (Н.Голдобин) 44:04 — К.Элкинс 52:22 — Р.Лейно (Н.Голдобин) |             | Судьи: Даниэль Пехачек Ларс Бруггеманн Линейные судьи: Хенрик Пильблад Тобиас Хастер |
| |                                 |                                                                            |             | Судьи: Даниэль Пехачек Ларс Бруггеманн Линейные судьи: Хенрик Пильблад Тобиас Хастер |
| |                                 |                                                                            |             | Судьи: Даниэль Пехачек Ларс Бруггеманн Линейные судьи: Хенрик Пильблад Тобиас Хастер |
| |                                 |                                                                            |             | Судьи: Даниэль Пехачек Ларс Бруггеманн Линейные судьи: Хенрик Пильблад Тобиас Хастер |
| 10 мин | Штраф                           | 12 мин                                                                     |             | Судьи: Даниэль Пехачек Ларс Бруггеманн Линейные судьи: Хенрик Пильблад Тобиас Хастер |
| |                                 |                                                                            |             |                                                                                      |
| | 39                              | Броски                                                                     | 21          |                                                                                      |

«Фрёлунда» побеждает с общим счётом 6:5.
| 9 декабря 2014 20:05 | Шеллефтео | 4:4 (1:1, 1:1, 1:2) (ОТ 0:0) (Б: 1:0) | Линчёпинг | «Шеллефтео Крафт Арена», Шеллефтео Зрителей: 2812 |

| Отчёт | Отчёт                              | Отчёт | Отчёт          | Отчёт                                                                        |
| --- | ---------------------------------- | --- | -------------- | ---------------------------------------------------------------------------- |
| |                                    | |                |                                                                              |
| | Эрик Хансес                        | Вратари | Маркус Хёгберг | Судьи: Микко Каукокари Антти Боман Линейные судьи: Йоханнес Кек Ян Сандстрём |
| | Голы:                              | |                | Судьи: Микко Каукокари Антти Боман Линейные судьи: Йоханнес Кек Ян Сандстрём |
| Д.Видинг (О.Сундквист) — 13:24 О.Сундквист (П.Линдхольм, Ф.Линдгрен) — 38:08 М.Лундберг (Н.Бурстрём, П.Петтерстрём) — 50:17 Э.Форсселл О.Сундквист Р.Шремп П.Закриссон Р.Шремп | 0:1 :1 1:2 :2 3:2 3:3 3:4 Буллиты: | 09:02 — Ю.Альмторп (О.Сунд, Г.Форслинг) 33:47 — Ф.Андерссон (Г.Форслинг, К.Макдоннелл) 54:54 — Д.Микфликер 58:58 — Б.Литтл (Г.Форслинг, М.Юханссон) Х.Торнквист Я.Врана К.Макдонелл Д.Микфликер Б.Литтл |                | Судьи: Микко Каукокари Антти Боман Линейные судьи: Йоханнес Кек Ян Сандстрём |
| |                                    | |                | Судьи: Микко Каукокари Антти Боман Линейные судьи: Йоханнес Кек Ян Сандстрём |
| |                                    | |                | Судьи: Микко Каукокари Антти Боман Линейные судьи: Йоханнес Кек Ян Сандстрём |
| |                                    | |                | Судьи: Микко Каукокари Антти Боман Линейные судьи: Йоханнес Кек Ян Сандстрём |
| 29 мин | Штраф                              | 12 мин |                | Судьи: Микко Каукокари Антти Боман Линейные судьи: Йоханнес Кек Ян Сандстрём |
| |                                    | |                |                                                                              |
| | 41                                 | Броски | 29             |                                                                              |

Общий счёт — 5:5. «Шеллефтео» побеждает в серии буллитов со счётом 2:0.

## Полуфиналы
Первые матчи пройдут 13 января, ответные — 20 января 2015 года. В каждой паре хозяином ответного матча становится команда, имеющая наилучший суммарный показатель по итогам группового этапа, 1/8 финала и четвертьфинала.
| Команда 1 | Итог | Команда 2 | 1-й матч | 2-й матч |
| --------- | ---- | --------- | -------- | -------- |
| Шеллефтео | 4:5  | Лулео     | 2:2      | 2:3      |
| Фрёлунда  | 6:5  | Кярпят    | 4:2      | 2:3 (ОТ) |

### Первые матчи
| 13 января 2014 19:00 | Шеллефтео | 2:2 (0:1, 1:0, 1:1) | Лулео | «Шеллефтео Крафт Арена», Шеллефтео Зрителей: 3304 |

| Отчёт                                                                          | Отчёт           | Отчёт                                                           | Отчёт             | Отчёт                                                                                |
| ------------------------------------------------------------------------------ | --------------- | --------------------------------------------------------------- | ----------------- | ------------------------------------------------------------------------------------ |
|                                                                                |                 |                                                                 |                   |                                                                                      |
|                                                                                | Маркус Свенссон | Вратари                                                         | Йоэль Лассинантти | Судьи: Даниэль Штрикер Ларс Брюггеманн Линейные судьи: Хенрик Пильблад Тобиас Хастер |
|                                                                                | Голы:           |                                                                 |                   | Судьи: Даниэль Штрикер Ларс Брюггеманн Линейные судьи: Хенрик Пильблад Тобиас Хастер |
| А.Линдхольм (Э.Андерссон, Р.Шремп) — 34:14 П.Закриссон (П.Петтерстрём) — 43:29 | 0:1 :1 2:1 2:2  | 01:32 — Л.Брюггман (А.Ельм, Р.Юнссон) 58:56 — К.Някювя (Д.Заар) |                   | Судьи: Даниэль Штрикер Ларс Брюггеманн Линейные судьи: Хенрик Пильблад Тобиас Хастер |
|                                                                                |                 |                                                                 |                   | Судьи: Даниэль Штрикер Ларс Брюггеманн Линейные судьи: Хенрик Пильблад Тобиас Хастер |
|                                                                                |                 |                                                                 |                   | Судьи: Даниэль Штрикер Ларс Брюггеманн Линейные судьи: Хенрик Пильблад Тобиас Хастер |
|                                                                                |                 |                                                                 |                   | Судьи: Даниэль Штрикер Ларс Брюггеманн Линейные судьи: Хенрик Пильблад Тобиас Хастер |
| 34 мин                                                                         | Штраф           | 10 мин                                                          |                   | Судьи: Даниэль Штрикер Ларс Брюггеманн Линейные судьи: Хенрик Пильблад Тобиас Хастер |
|                                                                                |                 |                                                                 |                   |                                                                                      |
|                                                                                | 26              | Броски                                                          | 31                |                                                                                      |

| 13 января 2014 19:00 | Фрёлунда | 4:2 (1:1, 3:0, 0:1) | Кярпят | «Скандинавиум», Гётеборг Зрителей: 2584 |

| Отчёт | Отчёт                   | Отчёт                                                                          | Отчёт         | Отчёт                                                                           |
| --- | ----------------------- | ------------------------------------------------------------------------------ | ------------- | ------------------------------------------------------------------------------- |
| |                         |                                                                                |               |                                                                                 |
| | Ларс Юханссон           | Вратари                                                                        | Томи Кархунен | Судьи: Алексей Анисимов Марк Виганд Линейные судьи: Эмиль Илетюйнен Юханнес Кек |
| | Голы:                   |                                                                                |               | Судьи: Алексей Анисимов Марк Виганд Линейные судьи: Эмиль Илетюйнен Юханнес Кек |
| М.Гёрц (Э.Фельт, М.Викстранд) — 00:21 Р.Фигрен (Й.Нюберг, Л.Юханссон) — 28:27 Э.Фельт (М.Викстранд, А.Юнссон) — 32:53 А.Блид (М.Янмарк, М.Гёрц) — 38:28 | 1:0 1:1 2:1 3:1 4:1 4:2 | 02:02 — Ю.Юнттила (Й.Кемппайнен) 51:30 — М.Пюёряля (Й.Комулайнен, М.Нутиваара) |               | Судьи: Алексей Анисимов Марк Виганд Линейные судьи: Эмиль Илетюйнен Юханнес Кек |
| |                         |                                                                                |               | Судьи: Алексей Анисимов Марк Виганд Линейные судьи: Эмиль Илетюйнен Юханнес Кек |
| |                         |                                                                                |               | Судьи: Алексей Анисимов Марк Виганд Линейные судьи: Эмиль Илетюйнен Юханнес Кек |
| |                         |                                                                                |               | Судьи: Алексей Анисимов Марк Виганд Линейные судьи: Эмиль Илетюйнен Юханнес Кек |
| 18 мин | Штраф                   | 8 мин                                                                          |               | Судьи: Алексей Анисимов Марк Виганд Линейные судьи: Эмиль Илетюйнен Юханнес Кек |
| |                         |                                                                                |               |                                                                                 |
| | 24                      | Броски                                                                         | 23            |                                                                                 |

### Ответные матчи
| 20 января 2014 17:30 | Кярпят | 3:2 ОТ (1:1, 0:0, 2:0) (ОТ: 0:1) | Фрёлунда | «Энергия Арена», Оулу |

| Отчёт | Отчёт               | Отчёт                                                                                | Отчёт         | Отчёт                                                                        |
| --- | ------------------- | ------------------------------------------------------------------------------------ | ------------- | ---------------------------------------------------------------------------- |
| |                     |                                                                                      |               |                                                                              |
| | Томи Кархунен       | Вратари                                                                              | Ларс Юханссон | Судьи: Роман Гофман Владимир Шиндлер Линейные судьи: Яни Песонен Йоонас Саха |
| | Голы:               |                                                                                      |               | Судьи: Роман Гофман Владимир Шиндлер Линейные судьи: Яни Песонен Йоонас Саха |
| Й.Донской (Э.Пирнес, А.Мазур) — 04:07 Э.Пирнес (А.Мазур, Й.Комулайнен) — 48:37 Ю.Юнттила (Й.Кемппайнен) — 49:09 | 1:0 1:1 2:1 3:1 3:2 | 07:26 — М.Янмарк (Э.Густафссон, Й.Лундквист) 65:06 — Э.Густафссон (М.Олимб, Э.Фельт) |               | Судьи: Роман Гофман Владимир Шиндлер Линейные судьи: Яни Песонен Йоонас Саха |
| |                     |                                                                                      |               | Судьи: Роман Гофман Владимир Шиндлер Линейные судьи: Яни Песонен Йоонас Саха |
| |                     |                                                                                      |               | Судьи: Роман Гофман Владимир Шиндлер Линейные судьи: Яни Песонен Йоонас Саха |
| |                     |                                                                                      |               | Судьи: Роман Гофман Владимир Шиндлер Линейные судьи: Яни Песонен Йоонас Саха |
| 14 мин | Штраф               | 16 мин                                                                               |               | Судьи: Роман Гофман Владимир Шиндлер Линейные судьи: Яни Песонен Йоонас Саха |
| |                     |                                                                                      |               |                                                                              |
| | 40                  | Броски                                                                               | 27            |                                                                              |

Общий счёт — 5:5. «Фрёлунда» побеждает в овертайме.
| 20 января 2014 19:00 | Лулео | 3:2 (2:1, 1:0, 0:1) | Шеллефтео | «Кооп Норрботтен Арена», Лулео Зрителей: 5540 |

| Отчёт | Отчёт               | Отчёт                                                                               | Отчёт       | Отчёт                                                                             |
| --- | ------------------- | ----------------------------------------------------------------------------------- | ----------- | --------------------------------------------------------------------------------- |
| |                     |                                                                                     |             |                                                                                   |
| | Йоэль Лассинантти   | Вратари                                                                             | Эрик Хансес | Судьи: Даниэль Пехачек Алекси Рантала Линейные судьи: Эмиль Илетюинен Юханнес Кек |
| | Голы:               |                                                                                     |             | Судьи: Даниэль Пехачек Алекси Рантала Линейные судьи: Эмиль Илетюинен Юханнес Кек |
| К.Фабрисиус (Ю.Форсберг, Н.Фогстром) — 05:51 Д.Заар (Й.Гранстрём, П.Савилахти-Нагандер) — 14:06 Я.Сандстрём (М.Фагерудд, П.Цегларик) — 38:34 | 1:0 1:1 2:1 3:1 3:2 | 07:17 — Т.Хеед (П.Закриссон, Э.Форссель) 58:51 — М.Лундберг (Э.Форссель, К.Кабанов) |             | Судьи: Даниэль Пехачек Алекси Рантала Линейные судьи: Эмиль Илетюинен Юханнес Кек |
| |                     |                                                                                     |             | Судьи: Даниэль Пехачек Алекси Рантала Линейные судьи: Эмиль Илетюинен Юханнес Кек |
| |                     |                                                                                     |             | Судьи: Даниэль Пехачек Алекси Рантала Линейные судьи: Эмиль Илетюинен Юханнес Кек |
| |                     |                                                                                     |             | Судьи: Даниэль Пехачек Алекси Рантала Линейные судьи: Эмиль Илетюинен Юханнес Кек |
| 26 мин | Штраф               | 32 мин                                                                              |             | Судьи: Даниэль Пехачек Алекси Рантала Линейные судьи: Эмиль Илетюинен Юханнес Кек |
| |                     |                                                                                     |             |                                                                                   |
| | 20                  | Броски                                                                              | 23          |                                                                                   |

«Лулео» побеждает с общим счётом 5:3.

## Финал
Финал прошёл 3 февраля 2015 года в Лулео на «Кооп Норрботтен Арене», как на арене команды, имеющей лучший показатель по итогам группового этапа, 1/8 финала, четвертьфинала и полуфинала.
| 3 февраля 2014 20:15 | Лулео | 4:2 (0:2, 0:0, 4:0) | Фрёлунда | «Кооп Норрботтен Арена», Лулео Зрителей: 6300 |

| Отчёт | Отчёт                   | Отчёт                                                                        | Отчёт     | Отчёт                                                                              |
| --- | ----------------------- | ---------------------------------------------------------------------------- | --------- | ---------------------------------------------------------------------------------- |
| |                         |                                                                              |           |                                                                                    |
| | Лассинанти              | Вратари                                                                      | Фернстрём | Судьи: Даниэль Пехачек Алекси Рантала Линейные судьи: Андре Шрадер Сакари Суоминен |
| | Голы:                   |                                                                              |           | Судьи: Даниэль Пехачек Алекси Рантала Линейные судьи: Андре Шрадер Сакари Суоминен |
| К.Някювя (К.Эбботт) — 47:43 П.Цегларик (М.Фагерудд, К.Някювя) — 48:57 Ю.Форсберг (Я.Сандстрём) — 53:04 Д.Кукан (Я.Сандстрём, Ю.Гранстрём) — 58:36 | 0:1 0:2 1:2 2:2 3:2 4:2 | 00:17 — Й.Лундквист (А.Лехконен, Э.Фельт) 12:45 — М.Олимб (А.Юнссон, М.Гёрц) |           | Судьи: Даниэль Пехачек Алекси Рантала Линейные судьи: Андре Шрадер Сакари Суоминен |
| |                         |                                                                              |           | Судьи: Даниэль Пехачек Алекси Рантала Линейные судьи: Андре Шрадер Сакари Суоминен |
| |                         |                                                                              |           | Судьи: Даниэль Пехачек Алекси Рантала Линейные судьи: Андре Шрадер Сакари Суоминен |
| |                         |                                                                              |           | Судьи: Даниэль Пехачек Алекси Рантала Линейные судьи: Андре Шрадер Сакари Суоминен |
| 8 мин | Штраф                   | 45 мин                                                                       |           | Судьи: Даниэль Пехачек Алекси Рантала Линейные судьи: Андре Шрадер Сакари Суоминен |
| |                         |                                                                              |           |                                                                                    |
| | 25                      | Броски                                                                       | 27        |                                                                                    |